# Ochranná pomůcka
Ochrannými pomůckami jsou nazývány předměty sloužící k ochraně lidského zdraví při různých činnostech. Podle činnosti při které jsou využívány se dělí např. na pracovní pomůcky a osobní ochranné pracovní prostředky, sportovní či sexuální ochranné pomůcky.
Pojem ochranné pomůcky je obecně používaný laický termín. Často je chybně zaměňován s odborným pojmem osobní ochranné pracovní prostředky (OOPP), kdy např. pracovní oděv je mylně automaticky považován za osobní ochranný pracovní prostředek.

## Osobní ochranné pracovní prostředky (OOPP)
Osobní Ochranné Pracovní Prostředky (zkráceně OOPP) zahrnují širokou škálu prostředků, chránící nejrůznější části těla před riziky spojenými s výkonem určité pracovní činnosti. Může se jednat o ochranu například před toxickými látkami, kyselinami, hydroxidy (louhy), ostrými předměty, horkými povrchy, padajícími či odletujícími předměty, prachem (viz pneumokoniózy), hlukem nebo světlem (např. laserové záření).
Mezi OOPP patří ochranné brýle, obličejový štít, přilba, respirátor, špunty do uší[zdroj⁠?!] atd.
Pracovní ochranné pomůcky slouží jako doplňky k zajištění BOZP na pracovištích (například osobní dozimetr). Nesmí být však zaměňovány s OOPP. Pracovní oděv mezi OOPP patří pouze v případě, pokud oděv podléhá výraznému opotřebení nebo znečištění či pracovní oděv plní ochrannou funkci.

### Skupiny
- Osobní ochranné pracovní prostředky (zkráceně OOPP) jsou ochranné prostředky, které musejí chránit zaměstnance před riziky, nesmí ohrožovat jejich zdraví, nesmí bránit při výkonu práce a musejí splňovat požadavky stanovené nařízením vlády č. 21/2003 Sb., nejsou jimi však běžné pracovní oděvy a obuv, které nejsou určeny k ochraně zdraví zaměstnanců před riziky a které nepodléhají při práci mimořádnému opotřebení nebo znečištění, výstroj a vybavení záchranných sborů, speciální ochranné prostředky používané v armádě, bezpečnostních nebo pořádkových silách, výstroj a vybavení používané při provozu na pozemních komunikacích, sportovní výstroj a vybavení, ochranné prostředky pro sebeobranu a prostředky pro zjišťování a signalizaci rizik a škodlivin na pracovišti.
- Osobní ochranné prostředky (zkráceně OOP) – jedná se o širší pojem, než je OOPP, prostředky nejsou určeny jen pro výkon pracovní činnosti, ale například i pro sport nebo volný čas. OOP je každé zařízení nebo prostředek určené k nošení nebo držení jednotlivcem pro ochranu před jedním nebo více zdravotními a bezpečnostními riziky, nejsou jimi však prostředky, které jsou stanoveným výrobkem podle jiného nařízení vlády než č. 21/2003 Sb. vydaného k provedení zákona o technických požadavcích na výrobky, které stanoví podmínky pro jejich uvedení na trh a požadavky na bezpečnost, také jimi nejsou prostředky uvedené v příloze č. 1 nařízení vlády č. 21/2003 Sb.
- Ochranné pomůcky – pomůcky pomáhající při ochraně zdraví a to nejen při práci, nemusejí splňovat požadavky na OOP, protože nepodléhají nařízení vlády č. 21/2003 Sb. (například opěrky zápěstí nebo pohyblivé opěrky při práci s PC).
- Pracovní oděvy a obuv je oděv nebo obuv, které jsou určeny k používání při výkonu práce (může se jednat o zaměstnavatelem předepsaný stejnokroj, např. pro prodavačky nebo recepční, tedy může se jednat i o dámské lodičky nebo luxusní halenku). Jen v případech definovaných v zákoníku práce se tyto poskytují jako OOPP.
- Mycí, čisticí a dezinfekční prostředky jsou prostředky sloužící k očistě těla a prostředky s ní související (např. ručník, mýdlo, zubní pasta, ochranný krém) a prostředky k dezinfekci osob vykonávajících pracovní činnost spojenou s ohrožením infekční nemocí.

## Ochranné sportovní pomůcky
Ochranné sportovní pomůcky (chrániče) zahrnují širokou škálu předmětů chránících nejrůznější části těla. Jejich význam, spolu se specializací, roste s rozvojem daného sportu i s rozvojem vnímání ochrany fyzického zdraví. Může jít o:
- suspenzor (kontaktní a kolektivní sporty),
- přilba,
- chrániče zubů (kontaktní sporty, zejména bojové sporty),
- chránič páteře (cyklo a motosport, zimní sporty, vodní lyže, jezdectví) – vesměs všude, kde se používá přilba a hrozí zranění páteře,
- kolenní chrániče (kontaktní a kolektivní sporty, inline),
- chrániče zápěstí (inline),
- ochranné brýle (cyklo a motosport, sportovní střelba),
- ochrana sluchu (sportovní střelba).

## Ochranné sexuální pomůcky
Chrání především před nechtěným otěhotněním (antikoncepce) a dále proti přenosu pohlavních chorob. Např.:
- kondom